# Rutas de América 2015
La 44.ª edición de Rutas de América, se disputó desde el 17 hasta el 22 de febrero de 2015.
El recorrido fue de 6 etapas siendo la 4.ª con doble sector (el segundo tramo una contrarreloj), para totalizar 890,6 km.
El ganador fue Néstor Pías del Schneck Ciclismo quién además ganó la contrarreloj. Lo acompañaron en el podio Matías Presa y Bilker Castro, ambos del Club Ciclista Cerro Largo.

## Equipos participantes
Tomaron parte en la carrera 31 equipos. Veintiocho uruguayos y tres equipos brasileños, totalizando 168 corredores inscriptos. Cuarenta y cinco ciclistas no culminaron la prueba, llegando al final 123.
| Equipos                      | Equipos                      |
| ---------------------------- | ---------------------------- |
| Club Ciclista Fénix          | Peñarol de Colonia           |
| Schneck Ciclismo             | Peñarol de Durazno           |
| Club Ciclista Amanecer       | Peñarol de Maldonado         |
| Club Atlético Villa Teresa   | Peñarol de Tacuarembó        |
| Club Ciclista Cerro Largo    | Sociedad Española 2 de mayo  |
| Club Ciclista Maroñas        | Lavalleja de Rocha           |
| Club Ciclista Belo Horizonte | Nacional de Rocha            |
| Club Atlético Progreso       | Nacional de Melo             |
| Estación de Minas            | Centenario                   |
| San Antonio de Florida       | Policial de Cerro Largo      |
| Estudiantes El Colla         | Santa Lucía F. C.            |
| Audax de Flores              | Club de Bochas Santa Lucía   |
| Artigas de San Ramón         | Club Ciclista Douglas Gilles |
| Club Ciclista Galicia        | Universal                    |

| Equipos                  |
| ------------------------ |
| Clube DataRo de Ciclismo |
| Avaí                     |
| Apuana-Río Grande        |

## Etapas
| Etapa  | Fecha         | Recorrido                      | km         | Ganador            | Líder          |
| 1.ª    | 17 de febrero | Montevideo-Florida-Santa Lucía | 174        | Héctor Aguilar     | Héctor Aguilar |
| 2.ª    | 18 de febrero | Las Piedras-Durazno            | 162,6      | Richard Mascarañas | Jorge Soto     |
| 3.ª    | 19 de febrero | Durazno-San José               | 139        | Matías Presa       | Matías Presa   |
| 4.ª A  | 20 de febrero | Cardona-Mercedes               | 97,7       | Jorge Soto         | Héctor Aguilar |
| 4. ª B | 20 de febrero | Fray Bentos-Fray Bentos        | 22,3 (CRI) | Néstor Pías        | Néstor Pías    |
| 5.ª    | 21 de febrero | Tres Bocas-Trinidad            | 150,5      | Camilo Pimentel    | Néstor Pías    |
| 6.ª    | 22 de febrero | Trinidad-Montevideo            | 145,1      | Matías Presa       | Néstor Pías    |

## Clasificaciones finales
Las clasificaciones culminaron de la siguiente forma:

### Clasificación general
| Posición | Ciclista                  | Equipo                | Tiempo           |
| -------- | ------------------------- | --------------------- | ---------------- |
|          | Néstor Pías               | Schneck Ciclismo      | 20 h 53 min 18 s |
| 2.º      | Matías Presa              | Cerro Largo           | a 13 s           |
| 3.º      | Bilker Castro             | Cerro Largo           | a 19 s           |
| 4.º      | Matías Médici             | Avaí                  | a 30 s           |
| 5.º      | Ramiro Cabrera            | DataRo                | a 30 s           |
| 6.º      | Agustín Moreira           | Estudiantes El Colla  | a 34 s           |
| 7.º      | Jorge Soto                | Amanecer              | a 35 s           |
| 8.º      | Héctor Aguilar            | Schneck Ciclismo      | a 42 s           |
| 9.º      | Richard Mascarañas        | Schneck Ciclismo      | a 51 s           |
| 10.º     | Camilo Pimentel           | Cerro Largo           | a 54 s           |
| 11.º     | Geovani Fernández         | Cerro Largo           | a 1 min 13 s     |
| 12.º     | Mariano De Fino           | Fénix                 | a 1 min 18 s     |
| 13.º     | Gonzalo Tagliabúe         | Fénix                 | a 1 min 26 s     |
| 14.º     | José Luis Miraglia        | Cerro Largo           | a 1 min 30 s     |
| 15.º     | Fernando Finkler          | Avaí                  | a 1 min 30 s     |
| 16.º     | Ricardo Guedes            | Belo Horizonte        | a 1 min 32 s     |
| 17.º     | Luis Ignacio Cozzi        | Estudiantes El Colla  | a 1 min 34 s     |
| 18.º     | Carlos Cabrera            | Villa Teresa          | a 2 min 39 s     |
| 19.º     | Gilberto Gois             | Avaí                  | a 2 min 40 s     |
| 20.º     | Leonel Flores             | Progreso              | a 2 min 44 s     |
| 21.º     | Ignacio Maldonado         | Amanecer              | a 2 min 49 s     |
| 22.º     | Mauricio Moreira          | Estudiantes El Colla  | a 2 min 51 s     |
| 23.º     | Alcides Simões            | DataRo                | a 2 min 59 s     |
| 24.º     | Jorge Bravo               | Schneck Ciclismo      | a 3 min 21 s     |
| 25.º     | Matías Pérez              | Progreso              | a 3 min 48 s     |
| 26.º     | Roderick Asconeguy        | Schneck Ciclismo      | a 4 min 02 s     |
| 27.º     | Wilder Miraballes         | Fénix                 | a 4 min 05 s     |
| 28.º     | Pablo Troncoso            | Peñarol de Colonia    | a 4 min 15 s     |
| 29.º     | Sixto Nuñez               | Fénix                 | a 4 min 38 s     |
| 30.º     | Gregory Duarte            | Villa Teresa          | a 4 min 39 s     |
| 31.º     | Jorge Dickel              | DataRo                | a 4 min 44 s     |
| 32.º     | Gonzalo Moreira           | Peñarol de Tacuarembó | a 4 min 45 s     |
| 33.º     | Fernando Méndez           | Amanecer              | a 4 min 53 s     |
| 34.º     | Washington Farías         | Progreso              | a 4 min 56 s     |
| 35.º     | Anderson Maldonado        | Amanecer              | a 5 min 09 s     |
| 36.º     | Juan José Branco          | Artigas de San Ramón  | a 5 min 10 s     |
| 37.º     | Luis Alberto Martínez     | Villa Teresa          | a 5 min 13 s     |
| 38.º     | Christian Gutiérrez       | Centenario            | a 5 min 13 s     |
| 39.º     | Pablo Pintos              | Cerro Largo           | a 5 min 29 s     |
| 40.º     | William Chiarello         | DataRo                | a 5 min 29 s     |
| 41.º     | Marcos Cachés             | Peñarol de Colonia    | a 6 min 03 s     |
| 42.º     | Everson Camilo            | Avaí                  | a 6 min 08 s     |
| 43.º     | Gustavo Aquino            | Lavalleja de Rocha    | a 6 min 10 s     |
| 44.º     | Cristian Egidio           | DataRo                | a 6 min 11 s     |
| 45.º     | Alexander Gutiérrez       | Centenario            | a 6 min 24 s     |
| 46.º     | Santiago Méndez           | 2 de mayo             | a 6 min 28 s     |
| 47.º     | Andrés Fernández          | Centenario            | a 6 min 36 s     |
| 48.º     | Manuel Carballo           | Amanecer              | a 6 min 41 s     |
| 49.º     | Nicolás Palma             | Peñarol de Tacuarembó | a 6 min 56 s     |
| 50.º     | José Moreira              | Audax                 | a 6 min 58 s     |
| 51.º     | Numar González            | Peñarol de Tacuarembó | a 7 min 03 s     |
| 52.º     | Gonzalo Blanco            | Belo Horizonte        | a 7 min 13 s     |
| 53.º     | Christian Corujo          | Peñarol de Maldonado  | a 7 min 32 s     |
| 54.º     | Mario Guedes              | Belo Horizonte        | a 7 min 38 s     |
| 55.º     | Fabiele Mota              | Apuana                | a 8 min 15 s     |
| 56.º     | Pablo Anchieri            | Estudiantes El Colla  | a 8 min 26 s     |
| 57.º     | Milton Wynants            | Estudiantes El Colla  | a 8 min 53 s     |
| 58.º     | Oscar Araújo              | Nacional de Rocha     | a 9 min 26 s     |
| 59.º     | Gregory Schmidt           | Apuana                | a 9 min 32 s     |
| 60.º     | Rodolfo Arias             | Centenario            | a 9 min 35 s     |
| 61.º     | Juan Manuel Sánchez       | Progreso              | a 10 min 36 s    |
| 62.º     | Mauricio Santa Cruz       | Audax                 | a 11 min 02 s    |
| 63.º     | Santiago Vanoli           | Belo Horizonte        | a 11 min 07 s    |
| 64.º     | Yonatan Barboza           | Peñarol de Tacuarembó | a 11 min 34 s    |
| 65.º     | Juan Techera              | Nacional de Rocha     | a 11 min 57 s    |
| 66.º     | Juan Posadas              | Audax                 | a 12 min 10 s    |
| 67.º     | Diego Betancour           | Maroñas               | a 12 min 14 s    |
| 68.º     | Matías González           | 2 de mayo             | a 12 min 47 s    |
| 69.º     | Víctor Hugo Memoli        | Peñarol de Colonia    | a 13 min 17 s    |
| 70.º     | Juan Pablo González       | Peñarol de Tacuarembó | a 13 min 39 s    |
| 71.º     | Sebastián Correa          | Estación Minas        | a 13 min 42 s    |
| 72.º     | Joaquín Ansolabehere      | Villa Teresa          | a 13 min 47 s    |
| 73.º     | Nelson Jeremías Rodríguez | Lavalleja de Rocha    | a 13 min 58 s    |
| 74.º     | Daniel Hernández          | Peñarol de Maldonado  | a 14 min 10 s    |
| 75.º     | Sergio Sartore            | 2 de mayo             | a 15 min 20 s    |
| 76.º     | Enrique Peculio           | Estudiantes El Colla  | a 15 min 23 s    |
| 77.º     | Juan Luis Caorsi          | Progreso              | a 15 min 34 s    |
| 78.º     | Eduardo Olivera           | Peñarol de Maldonado  | a 15 min 40 s    |
| 79.º     | Juan Sosa                 | 2 de mayo             | a 15 min 58 s    |
| 80.º     | Rúben Hernández           | Lavalleja de Rocha    | a 17 min 03 s    |
| 81.º     | César Cabrera             | Peñarol de Colonia    | a 17 min 15 s    |
| 82.º     | Cristian Carro            | Douglas Gilles        | a 17 min 20 s    |
| 83.º     | Pedro Monroy              | Amanecer              | a 17 min 31 s    |
| 84.º     | Hugo Sanabria             | Audax                 | a 17 min 54 s    |

| Posición | Ciclista               | Equipo                     | Tiempo            |
| -------- | ---------------------- | -------------------------- | ----------------- |
| 85.º     | Felipe Castaman        | Apuana                     | a 18 min 01 s     |
| 86.º     | Sandro Rodríguez       | Santa Lucía F. C.          | a 18 min 06 s     |
| 87.º     | Facundo Martín         | Maroñas                    | a 18 min 30 s     |
| 88.º     | Walter González        | San Antonio de Florida     | a 19 min 26 s     |
| 89.º     | Arturo Velázquez       | Lavalleja de Rocha         | a 19 min 59 s     |
| 90.º     | Nicolás Arachichú      | Fénix                      | a 20 min 17 s     |
| 91.º     | Fabio Barreiro         | San Antonio de Florida     | a 20 min 20 s     |
| 92.º     | Santiago Cammarano     | Maroñas                    | a 20 min 32 s     |
| 93.º     | Javier Moreira         | Peñarol de Colonia         | a 20 min 36 s     |
| 94.º     | Ari Peralta            | Artigas de San Ramón       | a 20 min 54 s     |
| 95.º     | Edinson Acosta         | Estación Minas             | a 21 min 22 s     |
| 96.º     | Eduardo Cammarano      | Maroñas                    | a 21 min 32 s     |
| 97.º     | Robert Méndez          | Schneck Ciclismo           | a 22 min 04 s     |
| 98.º     | Germán Lapalma         | Audax                      | a 22 min 05 s     |
| 99.º     | José Silvera           | Lavalleja de Rocha         | a 22 min 25 s     |
| 100.º    | Marcos Díaz            | Audax                      | a 23 min 42 s     |
| 101.º    | Federico Martínez      | Artigas de San Ramón       | a 24 min 02 s     |
| 102.º    | Eduardo Pini           | Avaí                       | a 24 min 10 s     |
| 103.º    | Richard Cantero        | Artigas de San Ramón       | a 25 min 10 s     |
| 104.º    | Aquila Roux            | DataRo                     | a 25 min 34 s     |
| 105.º    | Líber Casas            | Santa Lucía F. C.          | a 25 min 34 s     |
| 106.º    | Washington Rosadilla   | Artigas de San Ramón       | a 27 min 23 s     |
| 107.º    | Leonardo Barrera       | Estación Minas             | a 28 min 05 s     |
| 108.º    | Edson Rezende          | Avaí                       | a 28 min 45 s     |
| 109.º    | Carlos Ibáñez          | Policial de Cerro Largo    | a 31 min 36 s     |
| 110.º    | David Bauer            | Centenario                 | a 31 min 40 s     |
| 111.º    | Diego Vola             | Artigas de San Ramón       | a 32 min 24 s     |
| 112.º    | Sebastián Pino         | Belo horizonte             | a 32 min 36 s     |
| 113.º    | Juan Castaño           | Galicia                    | a 35 min 08 s     |
| 114.º    | Leonardo Maidana       | Douglas Gilles             | a 35 min 14 s     |
| 115.º    | Santiago Acosta        | Policial de Cerro Largo    | a 36 min 25 s     |
| 116.º    | Sergio Velázquez       | Nacional de Rocha          | a 37 min 02 s     |
| 117.º    | Henry Da Rosa          | Peñarol de Durazno         | a 38 min 48 s     |
| 118.º    | Francisco Silva        | Policial de Cerro Largo    | a 39 min 50 s     |
| 119.º    | Santiago Lima          | Policial de Cerro Largo    | a 39 min 53 s     |
| 120.º    | Néstor Ramos           | Peñarol de Tacuarembó      | a 40 min 58 s     |
| 121.º    | Juan Suárez            | Policial de Cerro Largo    | a 55 min 59 s     |
| 122.º    | Ruben Bottaro          | Club de Bochas Santa Lucía | a 1 h 09 min 20 s |
| 123.º    | Celmar Marmolejo       | Peñarol de Durazno         | a 1 h 12 min 22 s |
| -        | Wayner Gadea           | Nacional de Melo           | NP-6              |
| -        | Abelardo Navarro       | Universal                  | FC-5              |
| -        | Gastón Rovere          | Universal                  | FC-5              |
| -        | Emiliano Patteta       | Universal                  | FC-5              |
| -        | Andrés Gómez           | Douglas Gilles             | FC-5              |
| -        | Nahuel Carro           | Douglas Gilles             | FC-5              |
| -        | José Gervasio          | Club de Bochas Santa Lucía | FC-5              |
| -        | Esteban Rebollo        | Club de Bochas Santa Lucía | FC-5              |
| -        | Winston Fernández      | Santa Lucía F. C.          | FC-5              |
| -        | Francisco Nalerio      | Santa Lucía F. C.          | FC-5              |
| -        | Federico Picardo       | Estación Minas             | AB-5              |
| -        | José Enrique Asconeguy | San Antonio de Florida     | AB-5              |
| -        | Mario Nuñez            | Nacional de Rocha          | AB-5              |
| -        | Juan Manuel Viñas      | Fénix                      | AB-5              |
| -        | Wanderlei Melchor      | Apuana                     | EX-5              |
| -        | Alexander Acosta       | 2 de mayo                  | EX-5              |
| -        | Juan Pablo Cachés      | Santa Lucía F. C.          | FC-4A             |
| -        | Neber Rasano           | Peñarol de Durazno         | FC-4A             |
| -        | Fermín Nalerio         | Maroñas                    | FC-4A             |
| -        | Adrián Bortoluzzi      | Universal                  | FC-4A             |
| -        | Hugo Chevalier         | Douglas Gilles             | FC-4A             |
| -        | Gabriel Torres         | Galicia                    | AB-4A             |
| -        | Jorge Rodríguez        | Peñarol de Colonia         | AB-4A             |
| -        | Michaelle Hernández    | Lavalleja de Rocha         | EX-4A             |
| -        | Giovani Acosta         | Maroñas                    | AB-3              |
| -        | Alberto Pérez          | Villa Teresa               | AB-3              |
| -        | Gonzalo Bazzan         | San Antonio de Florida     | NP-3              |
| -        | Roberto Arnoletti      | Galicia                    | AB-2              |
| -        | Emiliano Umpiérrez     | San Antonio de Florida     | AB-2              |
| -        | Gerardo Priore         | Estación Minas             | FC-2              |
| -        | Luiz Antonio           | Apuana                     | EX-2              |
| -        | Andrés Ramos           | Club de Bochas Santa Lucía | EX-2              |
| -        | Richard Ozzata         | Peñarol de Durazno         | EX-2              |
| -        | Nicolás Sorondo        | Galicia                    | NP-2              |
| -        | Cristian Saboredo      | Galicia                    | FC-1              |
| -        | Daniel Fernández       | Peñarol de Durazno         | FC-1              |
| -        | Juliano Díaz           | Nacional de Melo           | AB-1              |
| -        | Rodrigo Canti          | Nacional de Rocha          | AB-1              |
| -        | Matías Fernández       | 2 de mayo                  | AB-1              |
| -        | Nemesio García         | Nacional de Melo           | AB-1              |
| -        | Mario Olivera          | Peñarol de Maldonado       | AB-1              |
| -        | Deyber García          | Nacional de Melo           | AB-1              |
| -        | Carlos Aguiar          | Belo Horizonte             | EX-1              |
| -        | Daniel Silva           | Santa Lucía F. C.          | NP-1              |

### Clasificación por equipos
| Posición | Equipo                      | Tiempo            |
| -------- | --------------------------- | ----------------- |
|          | Schneck Ciclismo            | 62 h 41 min 53 s  |
| 2.º      | Cerro Largo                 | a 15 s            |
| 3.º      | Avaí                        | a 2 min 21 s      |
| 4.º      | Estudiantes El Colla        | a 2 min 30 s      |
| 5.º      | Club Ciclista Fénix         | a 3 min 19 s      |
| 6.º      | Amanecer                    | a 4 min 19 s      |
| 7.º      | DataRo                      | a 6 min 00 s      |
| 8.º      | Progreso                    | a 8 min 38 s      |
| 9.º      | Villa Teresa                | a 9 min 26 s      |
| 10.º     | Belo Horizonte              | a 11 min 03 s     |
| 11.º     | Peñarol de Tacuarembó       | a 15 min 17 s     |
| 12.º     | Centenario                  | a 15 min 57 s     |
| 13.º     | Peñarol de Colonia          | a 19 min 16 s     |
| 14.º     | Audax                       | a 26 min 19 s     |
| 15.º     | Apuana-Río                  | a 26 min 21 s     |
| 16.º     | Sociedad Española 2 de mayo | a 29 min 24 s     |
| 17.º     | Artigas de San Ramón        | a 32 min 19 s     |
| 18.º     | Lavalleja de Rocha          | a 32 min 42 s     |
| 19.º     | Peñarol de Maldonado        | a 35 min 23 s     |
| 20.º     | Maroñas                     | a 45 min 12 s     |
| 21.º     | Estación Minas              | a 48 min 54 s     |
| 22.º     | Nacional de Rocha           | a 55 min 35 s     |
| 23.º     | Policial de Cerro Largo     | a 1 h 29 min 53 s |